# روبرت تشوا
روبرت تشوا (بالصينية: 蔡和平؛ بالإنجليزية: Robert Chua) هو شخصية أعمال سنغافوري، ولد في 20 مايو 1946 في سنغافورة.